# High Voltage Hot Rod Show
High Voltage Hot Rod Show é um jogo eletrônico de WiiWare desenvolvido pela High Voltage Software. O jogo foi lançado na América do Norte em 19 de janeiro de 2009.

## Jogabilidade
High Voltage Hot Rod Show permite aos jogadores controlarem Hot Rods ao redor de pistas. O jogo também incorpora um sistema no qual o impulso é realizado para aumentar a velocidade. O jogo possui 6 pistas com 5 motoristas diferentes. Ainda disponibiliza multiplayer local para até 4 jogadores, e modo Time Trial com ranking online.
São disponibilizados diversos modos de controles, incluindo a utilização do Wii Remote como um volante (Similar a Mario Kart Wii), Wii Remote com Nunchuk, Classic Controller e ainda o controle do GameCube.

## Desenvolvimento
High Voltage Hot Rod Show foi inspirado por jogos como R.C. Pro-Am e Micro Machines, com o estilo de personagens e automóveis inspirados em Kustom Kulture, Ed Roth, Kenny Howard entre outros.
O jogo é rodado na engine desenvolvida pela própria High Voltage Software, a Quantum3, utilizada anteriormente no jogo de WiiWare Gyrostarr. Iria ser primeiramente concebido com 8 pistas, 2 foram cortadas pela restrição de tamanho do serviço WiiWare.

## Recepção
A IGN deu ao jogo nota 6 de 10, citando a falta de polimento no jogo. WiiWare World deu nota 7 de 10, citando como pontos fracos a falta de um modo online, baixo número de pistas e oponentes controlados por computador com baixo nível de desafio. O site brasileiro Wii-Brasil fez uma análise positiva, dando ao jogo 80% de recomendação, citando a boa jogabilidade e a qualidade dos gráficos para um jogo de WiiWare.